# Pendant Ridge
Pendant Ridge är en bergstopp i Antarktis. Den ligger i Västantarktis. Nya Zeeland gör anspråk på området. Toppen på Pendant Ridge är 1 584 meter över havet.
Terrängen runt Pendant Ridge är varierad. Trakten är obefolkad. Det finns inga samhällen i närheten. 